# Radowice (stacja kolejowa)
Radowice – zlikwidowana w 2004 roku stacja kolejowa w Radowicach na linii kolejowej nr 379 Konotop – Sulechów, w województwie lubuskim w Polsce.